# Шамушка
Шаму́шка (порт. Chamusca; МФА: [ʃɐ.ˈmuʃ.kɐ]) — муніципалітет і містечко в Португалії, в окрузі Сантарен. Розташований у центральній частині країни, на теренах історичної португальської провінції Ештремадура. Належить до Сантаренської діоцезії Католицької церкви в Португалії. Права міського самоврядування має з 1561 року. Поділяється на 5 парафій. За адміністративним поділом, чинним до 1976 року, був складовою провінції Рібатежу. Площа муніципалітету — 746,01 км², населення муніципалітету — 10120 ос. (2011); густота населення — 13,57 осіб/км²
. Патрон — святий Власій. Святковий день муніципалітету — 1-й четвер після Вознесіння. Поштовий індекс — 2140.  Код місцевої адміністративної одиниці — 1407. Складова статистичного регіону Алентежу.

## Географія
Шамушка розташована в центрі Португалії, на заході округу Сантарен.
Шамушка межує на півночі з муніципалітетом Віла-Нова-да-Баркіня, на сході — з муніципалітетами Конштансія і Абрантеш, на південному сході — з муніципалітетом Понте-де-Сор, на півдні — з муніципалітетом Коруше, на заході — з муніципалітетами Алмейрін, Алпіарса і Сантарен, на північному заході — з муніципалітетом Голеган.

## Населення
| Кількість мешканців | Кількість мешканців | Кількість мешканців | Кількість мешканців | Кількість мешканців | Кількість мешканців | Кількість мешканців | Кількість мешканців | Кількість мешканців | Кількість мешканців | Кількість мешканців | Кількість мешканців | Кількість мешканців | Кількість мешканців | Кількість мешканців | Кількість мешканців |
| ------------------- | ------------------- | ------------------- | ------------------- | ------------------- | ------------------- | ------------------- | ------------------- | ------------------- | ------------------- | ------------------- | ------------------- | ------------------- | ------------------- | ------------------- | ------------------- |
| 1864                | 1878                | 1890                | 1900                | 1911                | 1920                | 1930                | 1940                | 1950                | 1960                | 1970                | 1981                | 1991                | 2001                | 2011                |                     |
| 7 838               | 8 282               | 9 246               | 10 418              | 11 593              | 11 330              | 12 925              | 15 315              | 16 079              | 15 921              | 14 385              | 13 135              | 12 282              | 11 492              | 10 120              |                     |